# Orobanche armena
Orobanche armena är en snyltrotsväxtart som beskrevs av Tzvel. Orobanche armena ingår i släktet snyltrötter, och familjen snyltrotsväxter. Inga underarter finns listade i Catalogue of Life.